# 芝浦工業大学硬式野球部
芝浦工業大学硬式野球部（しばうらこうぎょうだいがくこうしきやきゅうぶ、Shibaura Institute of Technology University Baseball Club）は、東都大学野球連盟に所属する大学野球チーム。芝浦工業大学の学生によって構成されている。過去には1部でも優勝の経験がある。優勝回数 一部リーグ3回、二部リーグ9回。

## 歴史
東京高等工商学校時代の1929年（昭和4年）に創部。当時はグラウンドがない状態で活動していた。1949年（昭和24年）に戦後の学制改革で新制・芝浦工業大学が設置され大学野球部として再スタートする。
1951年（昭和26年）に東都大学野球連盟に加盟し、同年春季の三部リーグ戦から参戦。翌1952年（昭和27年）には二部に昇格し、秋季リーグでは二部で初優勝を果たした。
1957年（昭和32年）春季で5度目の二部優勝を果たすと、東京農業大学との入れ替え戦も制し一部に初昇格した。この頃になるとスポーツ推薦制度により、甲子園出場校出身の有望選手をスカウトし入学させたこともあり着実に力を付け、一部でも安定した強さを誇った。同57年には監督に田部輝男を招聘。そして、1961年（昭和36年）秋季リーグにおいて一部初優勝を果たした。この優勝は勝ち点5の完全優勝であった。翌1962年（昭和37年）3月下旬に開催された第16回日本学生野球協会結成記念野球大会（現在の秋の明治神宮野球大会の前身）で優勝を果たしている。
これ以降、1968年（昭和43年）秋季と1971年（昭和45年）春季と優勝を積み重ねていった。しかし、当時全国的に盛んであった学園紛争の影響で芝浦工大もスポーツ推薦枠が撤廃され、1971年春季リーグ優勝を境に部員数が激減。1973年秋季リーグで二部、1976年（昭和51年）秋季では三部まで降格し、チームは衰退の一途を辿っていった。三部においても新興校の躍進により苦戦し、1979年（昭和54年）春季を最後に長らく三部優勝からも遠ざかり、時には四部リーグまで降格するなど厳しい戦いが続いている。
チームの活動拠点はかつて神奈川県横浜市港北区の大倉山に置いていたが、現在は埼玉県さいたま市の大宮キャンパス内のグラウンドを拠点にし、三部以下所属時のリーグ戦会場ともなる。
2014年（平成26年）春季リーグで実に34年ぶりに三部優勝を果たした。

## 主な出身者
プロ野球関係者
- 切通猛 - 元阪急・阪神
- 岩下光一 - 元東映
- 小川幸一 - 元国鉄
- 茅野智行 - 元西鉄
- 大倉英貴 - 元阪神
- 豊田憲司 - 元西鉄→太平洋
- 片岡新之介 - 元西鉄→太平洋・阪神・阪急（中退）
- 河村健一郎 - 元阪急
- 伊原春樹 - 元西鉄→太平洋→クラウン・巨人・クラウン→西武
- 道原裕幸 - 元広島

アマ野球関係者
- 伊藤義博 - 東北福祉大野球部元監督
- 池田善吾
- 柳俊之